# Campeonato Italiano de Rugby 1940-41
El Campeonato de Rugby de Italia de 1940-41 fue la decimotercera edición de la primera división del rugby de Italia.

## Sistema de disputa
El torneo se disputó en dos grupos en los cuales cada equipo debía enfrentar en condición de local y de visitante, posteriormente finalizada la fase de grupos, el primer y segundo lugar de cada grupo clasificó a semifinales para definir el campeón del torneo. 

## Desarrollo

### Grupo A
Tabla de posiciones:
| Pos. | Equipo           | Encuentros | Encuentros | Encuentros | Encuentros | Tantos | Tantos | Tantos | Puntos |
| Pos. | Equipo           | PJ         | PG         | PE         | PP         | F      | C      | Dif    | Puntos |
| ---- | ---------------- | ---------- | ---------- | ---------- | ---------- | ------ | ------ | ------ | ------ |
| 1.º  | Amatori Milano   | 10         | 9          | 1          | 0          | 313    | 40     | +273   | 19     |
| 2.º  | GUF Torino       | 10         | 7          | 1          | 2          | 97     | 64     | +33    | 15     |
| 3.º  | ASD Rugby Torino | 10         | 6          | 2          | 2          | 65     | 55     | +10    | 14     |
| 4.º  | GUF Padova       | 10         | 3          | 0          | 7          | 93     | 97     | -4     | 6      |
| 5.º  | Battisti Genova  | 10         | 3          | 0          | 7          | 50     | 146    | -96    | 6      |
| 6.º  | GUF Venezia      | 10         | 0          | 0          | 10         | 17     | 233    | -216   | -1     |
| 7.º  | Rovigo           | 0          | 0          | 0          | 0          | 0      | 0      | 0      | 0      |

- Rovigo se retiró del torneo, Venezia terminó con -1 punto por no presentarse a jugar en uno de sus encuentros.

|  | Clasificado a semifinales. |

### Grupo B
| Pos. | Equipo       | Encuentros | Encuentros | Encuentros | Encuentros | Tantos | Tantos | Tantos | Puntos |
| Pos. | Equipo       | PJ         | PG         | PE         | PP         | F      | C      | Dif    | Puntos |
| ---- | ------------ | ---------- | ---------- | ---------- | ---------- | ------ | ------ | ------ | ------ |
| 1.º  | GUF Milano   | 10         | 7          | 2          | 1          | 98     | 30     | +68    | 16     |
| 2.º  | GUF Bologna  | 10         | 6          | 2          | 2          | 68     | 37     | +31    | 14     |
| 3.º  | GUF Parma    | 10         | 6          | 2          | 2          | 43     | 35     | +8     | 14     |
| 4.º  | GUF Roma     | 10         | 4          | 1          | 5          | 34     | 53     | -19    | 8      |
| 5.º  | GUF Napoli   | 10         | 2          | 0          | 8          | 18     | 74     | -56    | 4      |
| 6.º  | Amatori Roma | 10         | 1          | 1          | 8          | 27     | 59     | -32    | 1      |

## Fase Final

### Semifinales
| 17 de marzo de 1941 | GUF Bologna | 6 - 21 | Amatori Milano |  |  |

| 19 de marzo de 1941 | GUF Torino | 19 - 8 | GUF Milano |  |  |

### Final
| 23 de marzo de 1941 | Amatori Milano | 6 - 0 | GUF Torino |  |  |

| Bandera de Italia      |
| Campeón Amatori Milano |
| Décimo primer título   |